# Johan de Cangas
Johan de Cangas, també conegut com a Johán de Cangas, Xoán de Cangas o Xohán de Cangas va ser un joglar gallec del segle xiv, probablement procedent de la zona d'O Morrazo. Es conserven tres cantigas de amigo, sobre el Santuari de San Mamede. Va ser homenatjat en el Dia de les Lletres Gallegues de 1998 al costat de Martín Codax i Mendinho. «Johan de Cangas». A: Dicionario biográfico de Galicia (en gallec). 2.  Ir Indo, 2010, p. 209.